# Travellink
Travellink er et internetrejsebureau for private. Travellink er ejet af det spanske Opodo USL, som er en del af eDreams ODIGEO.

## Historie
Travellink blev stiftet i 2000 af ejerne SAS, Amadeus og Tele2, som købte det tidligere varemærke Travellink af SMART AB. Peter Carlsson stod i spidsen for virksomheden fra starten i 2000 og frem til 2016, hvor den nye nordiske direktør Erik Wikander tog over.
Travellink har siden marts 2005 været en del af Opodo-koncernen. Opodo har aktiviteter i Norden i form af Travellink og Opodo samt i Storbritannien, Tyskland, Frankrig, Italien, Belgien, Østrig, Polen, Portugal, Schweiz og Spanien som Opodo. Travellink rettede sig tidligere mod både private og erhvervskunder, men efter at den australske Flight Centre Travel Group (FCTG) opkøbte Travellink Corporate i 2016, har Travellink kun haft fokus på private kunder.